# Gàl·lia Cisalpina

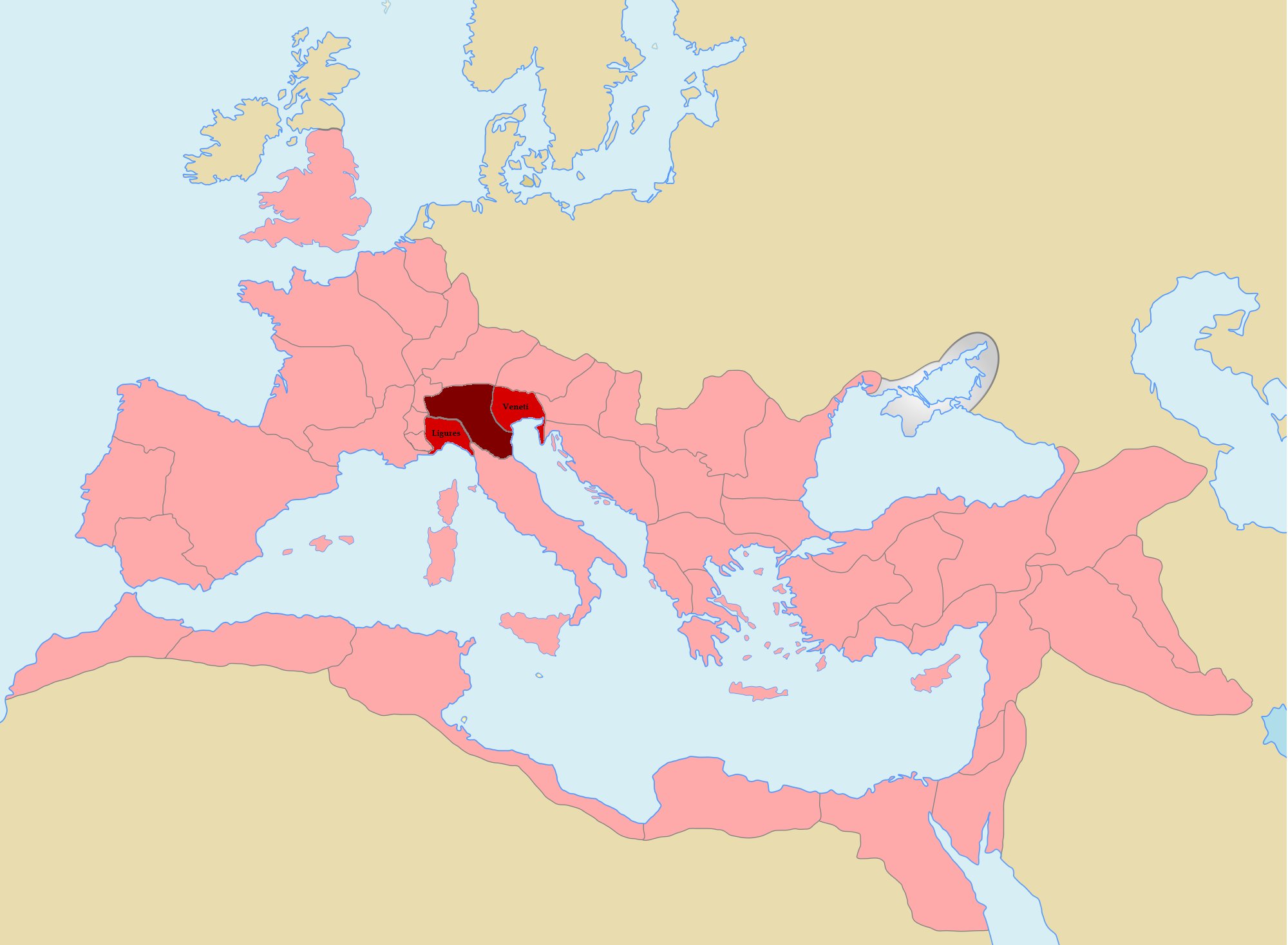
Situació de la Gàl·lia Cisalpina

Gàl·lia Cisalpina o Gàl·lia Citerior (en llatí Gallia Cisalpina), va ser el nom que els romans van donar a la regió del nord d'Itàlia. El nom va ser usat fins a la meitat del segle i aC i se'n deia Cisalpina per diferenciar-la de la Gàl·lia Transalpina o Ulterior, és a dir més enllà (al nord) dels Alps. Al llibre vuitè de la Guerra de les Gàl·lies, Juli Cèsar l'anomena Gàl·lia Togada (Gallia Togata), nom que després es reprodueix en altres escrits posteriors. Va prendre el nom del fet que alguns romans (togats) la van repoblar i indicava la superioritat numèrica dels romans sobre els gals.
Posteriorment es va dividir en Transpadana i Cispadana, però aquests termes no els van usar els autors llatins. El nom de Cisalpina no es va utilitzar formalment fins que els romans van haver conquerit la Transalpina.
Gàl·lia Cisalpina tenia un significat ampli pels romans, que l'aplicaven a tot el nord d'Itàlia. Va quedar més limitat al segle ii aC i s'aplicava només al país habitat pels gals cisalpins.

## Història

### Colonització gal·la

Distribució dels pobles de la Gàl·lia Cisalpina

Segons els escriptors clàssics l'entrada dels gals a Itàlia es va produir durant el regnat de Tarquini Prisc, a finals del segle vii aC. Els bitúriges van ser el primer grup que va emigrar des de la Gàl·lia Transalpina a la Cisalpina; es van formar dos grups, dirigits per dos caps. Un d'ells va passar a la Germània, a la selva herciniana, dirigit per Segovesus, i l'altre, dirigit per Bellovesus, va conquerir el nord d'Itàlia. Amb Bellovesus hi havia, a més dels bitúriges, els arverns, els sènons, els hedus, els ambarres, els carnuts i els aulercs entre d'altres. Els invasors van derrotar els etruscs; els ínsubres, un altre poble gal, van construir una ciutat que es va dir Mediolanum. Una altra tribu, els cenòmans (subdivisió dels aulercs), es van establir a la regió de Brèscia i Verona ocupades fins llavors pels lubuis. Plini el Vell esmenta als sal·luvis, que es van establir a Ligúria però que eren en realitat un poble lígur, i potser es tracta d'un error per salasses. Els bois i els língons (aquests darrers vivien a la regió de Langres) van creuar els Alps pel gran Sant Bernat, van lluitar contra els etruscs i umbres, però es van aturar als Apenins. Titus Livi que entre els invasors hi havia els sènons procedents de la regió del Sena.
Els gals van ocupar les ciutats etrusques, com Melpum, destruïda pels ínsubres, bois i sènons suposadament el mateix dia que els romans van conquerir Veïs. Màntua es va salvar per estar situada en una zona pantanosa. Els gals van fundar algunes ciutats, com ara Mediolanum, Brixia i Verona.

### Incursions gal·les a Roma
Els gals no van estar quiets als territoris conquerits i és famosa la seva expedició a Roma; van conquistar Clúsium que era aliada romana i es van dirigir contra Roma. Es van enfrontar primer a la vora del Allia, un afluent del Tíber, on van derrotar els romans l'any 390 aC i van ocupar Roma i van assetjar el Capitoli. Els romans diuen que els gals es van retirar a causa de que els vènets van envair les seves terres. Després hi va haver problemes interns i expedicions dels pobles alpins que durant trenta anys els van mantenir allunyats de la ciutat. Polibi diu que van tornar el 360 aC, van arribar a Alba Longa i es van dedicar al saqueig; van tornar al cap d'uns dotze anys però no van gosar enfrontar-se als romans i es retiraven quan aquests avançaven, i finalment es van retirar per altres tretze anys al final dels quals van tornar. En tot aquest temps els romans incrementaven el seu poder i en aquesta darrera ocasió es va signar un tractat de pau que es va respectar per trenta anys. De la narració de Livi se sap que Tibur es va establir com una fortalesa dels gals diverses vegades durant aquests atacs, i que la ciutat de Tibur era aliada dels gals; des d'allí van poder fer incursions que van arribar fins a la Campània i d'anada o tornada saquejaven ciutats com Labicum, Tusculum i el territori d'Alba Longa.

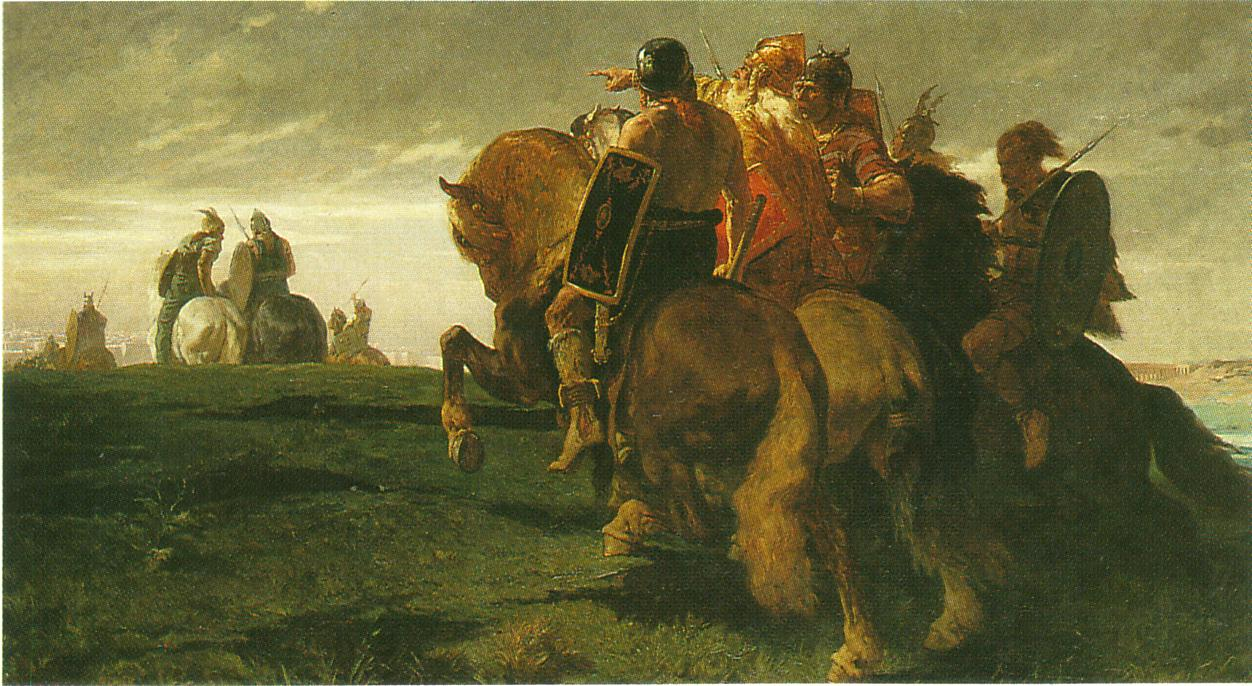
Els gals a les envistes de Roma, d'Evariste-Vital Luminais

L'any 299 aC els gals de la Transalpina van creuar les muntanyes i van avançar en direcció a Roma instigats pels gals de la Cisalpina, que se'ls van unir. A Etrúria algunes ciutats se'ls van unir també. Van fer un gran botí en el territori romà i van retornar al seu país però després es van enfrontar entre ells pel repartiment del tresor conquerit. El 296 aC els gals i els samnites es van aliar, aliança a la qual possiblement es van adherir els umbres i els etruscs. Els romans van ser derrotats al territori de Camertii, però pocs dies després, en una altra batalla prop de Sentínum, els romans van vèncer decisivament i els gals es van haver de retirar.
L'any 283 aC els sènons, amb un gran exèrcit, van assetjar Arretium, ciutat etrusca aliada de Roma; els romans van acudir al rescat sota la direcció del cònsol Luci Cecili Dènter, i els seus ambaixadors van reclamar la retirada dels gals però van morir assassinats. Aquesta narració és una mica diferent de la de Polibi que diu que el cònsol Corneli Dolabel·la va entrar al país dels sènons i el va arrasar, matant a tots els homes i emportant-se als nens i dones, mentre Cecili Dènter era derrotat pels sènons a Arretium amb grans pèrdues, però sense que els sènons ocupessin la ciutat, i que aquests respectius fets van marcar l'enemistat de romans i sènons. Finalment els romans van derrotar completament als sènons que van patir milers de baixes i el seu país va ser ocupat i s'hi van establir colònies romanes. La primera s'anomenava Sena Gallica (Senigallia). La conquesta del país dels sènons va alarmar als seus veïns bois que es van aliar als etruscs i van avançar cap al Llac Vadimonis de camí cap a Roma, i allí es van enfrontar amb l'exèrcit romà que va infligir als aliats una derrota completa i els va imposar una desavantatjosa pau, l'any 283 aC.
Un intent dels etruscs i bois de reprendre la guerra mobilitzant a tots els joves que podien portar armes, va ser destruït pels romans l'any 282 aC i la pau va quedar establerta. Així els romans es van poder enfrontar amb Pirros i després amb els cartaginesos ja sense el perill gal.
Els romans van seguir fundant colònies: el 268 aC la d'Ariminum, que va provocar l'hostilitat dels bois que van demanar ajut als gals de la Transalpina, que van envair la Cisalpina i es van presentar davant Ariminum, però van esclatar conflictes entre els seus dirigents,. Van morir els caps Atis i Galatus, i els transalpins i els bois es van enfrontar en una batalla l'any 237 aC.

### Expulsió dels sènons (232 aC)

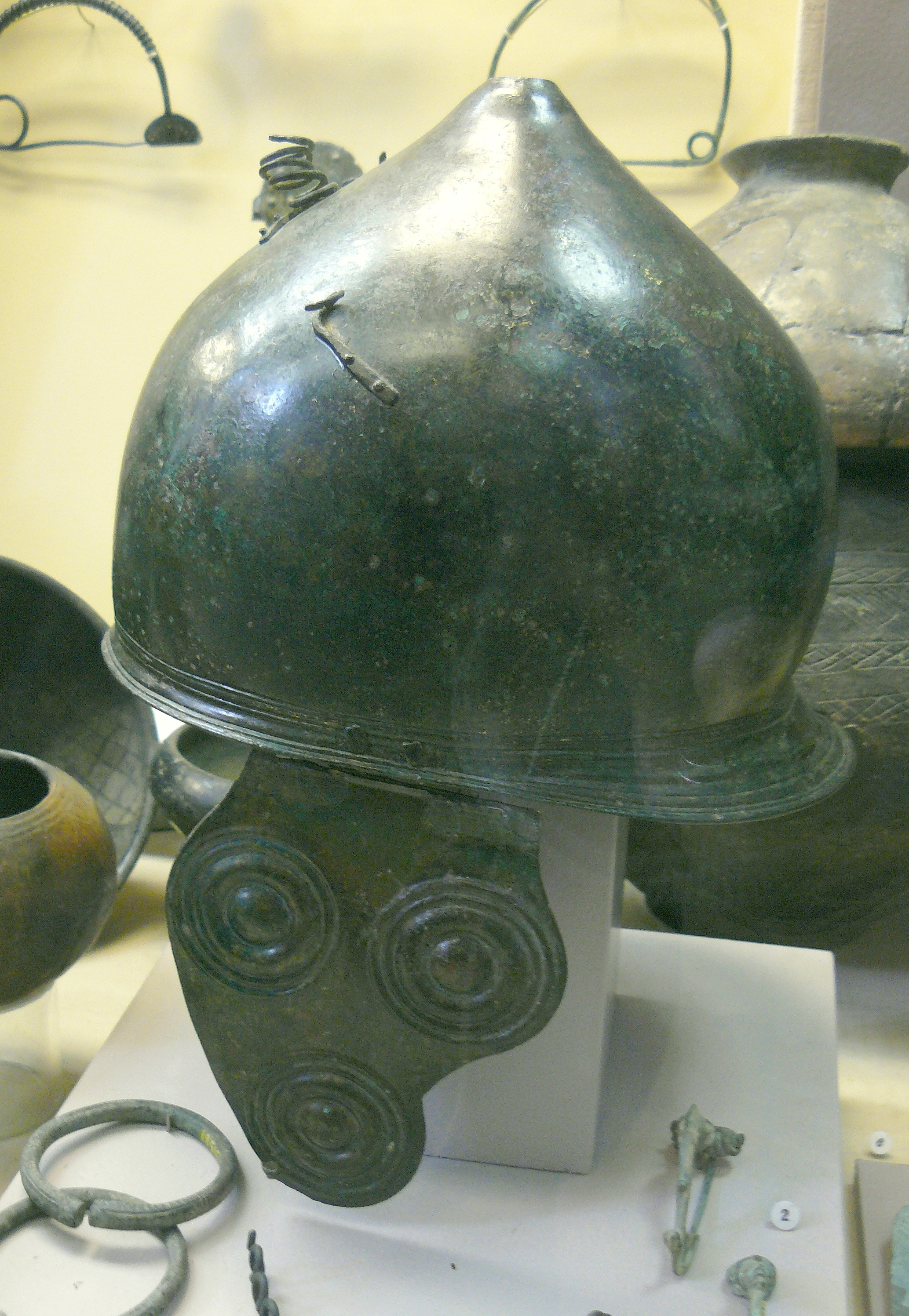
Casc celta de bronze procedent de la Gàl·lia Cisalpina (s. I aC)

Cinc anys després (232 aC) el tribú de la plebs Gai Flaminí va fer complir la llei de la divisió de la terra (Flaminia agraria) al Picè per la qual els sènons van ser expulsats i la seva terra (Gallicus ager) es va repartir entre ciutadans romans. Això va fer veure als gals que estaven abocats a la seva destrucció, sobretot els bois, els més propers al territori romà, i els ínsubres, el poble més poderós, que van buscar l'ajut de mercenaris gals de la Transalpina (anomenats gaesati que era el nom d'una llança gal·la). Estaven encapçalats per dos caps o reis: Concolitanus i Aneroëstes que tenien un exèrcit considerable i molt ben preparat; es decidiria la supremacia a Itàlia. Els gaesati van arribar al Po l'any 225 aC on es van unir els ínsubres i els bois, però els ambaixadors romans van convèncer als cenomans i els vènets perquè es retiressin. Els gals van entrar a la Toscana amb cinquanta mil infants i vint mil cavallers dirigits per Concolitanus, Aneroëstes, i Britomaris. Els romans van mobilitzar set-cents mil infants i setanta mil cavallers. Els gals van avançar fins a Clúsium saquejant tot el territori al seu pas, i quan es va acostar a l'exèrcit romà es van retirar a Faesulae. Els romans els van seguir però van ser derrotats. El cònsol Luci Emili Pap, que defensava la regió d'Ariminum, en saber les notícies de la desfeta, va marxar cap a la zona de la batalla. Els gals es van replegar cap a la costa per salvar el botí, però l'altre cònsol Gai Atili Règul, retornava de Sardenya i va desembarcar a Pisa d'on va sortir cap a Roma, i els dos exèrcits romans van fer casualment tenalla als gals que eren prop de Telamó quan es van trobar amb les forces d'Atili. Els gals van ser derrotats, quaranta mil d'ells van morir i deu mil van caure presoners.
L'any 224 aC els bois es van sotmetre i el 223 aC els romans van creuar el Po i van envair el país dels ínsubres sota la direcció del cònsol Gai Flamini, que va derrotar els ínsubres en una gran batalla. El 222 aC els cònsols Marc Claudi Marcel i Gneu Corneli Escipió Calvus van continuar la guerra contra els ínsubres que van tenir l'ajut d'un cos de gaesati. Els romans van ocupar Acerrae al Addua, i Mediolanum, la capital, que va ser assaltada, conquesta que va posar fi a la guerra doncs els ínsubres es van sotmetre sense condicions l'any 221 aC. Marcel va rebre els honors del triomf i en la festa va portar la Spolia opima, per haver mort de pròpia mà al cap gal Virdomarus.

### L'entrada d'Hanníbal (218 aC)
El 218 aC Roma va establir dues noves colònies: Placentia (Piacenza) a la riba sud del Po, i Cremona, prop de la riba nord. Del descontentament gal va confiar Hanníbal d'aprofitar-se quan va decidir envair Itàlia el mateix 218 aC.

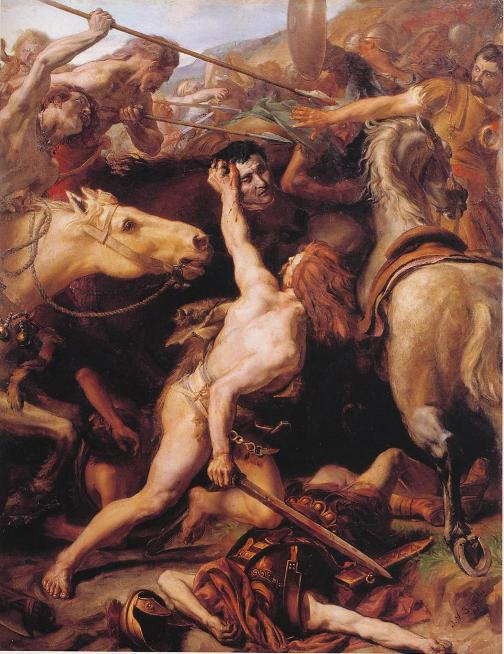
L'ínsubre Ducarios decapita Caius Flaminius Nepos a la batalla del llac Trasimè

Abans que Hanníbal arribés a la Cisalpina ja els bois i els ínsubres s'havien revoltat i havien envaït els territoris de Placentia i Cremona. Els triumvirs romans que estaven marcant les terres a repartir, es van retirar a Mutina, ciutat que va ser assetjada. Luci Manli Vulsó va acudir en ajut però va patir moltes baixes durant el seu camí pels atacs i emboscades dels gals. Va poder arribar a Tanetum on es va trobar amb el pretor Gai Atili Serrà i algunes forces de gals del grup dels cenomans que, com els vènets, es van mantenir al costat de Roma. La victòria del Ticino va decantar als gals cap al bàndol cartaginès però encara a la batalla de Trèbia hi havia cenomans al costat dels romans. Els gals van patir moltes baixes a aquesta batalla, i van lluitar molt bé a la vora del Llac Trasimè el 217 aC, i a la batalla de Cannes l'any 216 aC.
Quan Hanníbal va anar cap al sud, els romans es van girar cap a la Gàl·lia Cisalpina per tallar les comunicacions d'aquesta zona amb el sud d'Itàlia. El cònsol Luci Postumi Albí l'any 216 aC va entrar al país dels bois però va ser derrotat i mort a la batalla del bosc de Litana, al nord dels Apenins i van usar el seu cap de copa. Però tot i això, en general els romans van dominar les línies de comunicacions.
L'any 207 aC Hanníbal les va voler reobrir quan el seu germà Àsdrubal va anar des d'Hispània cap al nord d'Itàlia i pel camí se'l van unir els arverns i altres pobles gals i alpins: El cònsol romà Marc Livi Salinàtor li va barrar el pas al riu Metaurum i va rebre els reforç de l'altre cònsol Gai Claudi Neró. Àsdrubal va haver de lluitar i va ser derrotat i mort tot i la seva bona posició sobre el terreny.
El 205 aC els cartaginesos van intentar una altra vegada marxar sobre Roma pel nord d'Itàlia, i Magó, fill d'Amílcar Barca, va desembarcar a la costa de Ligúria i va ocupar Genua (Gènova). Magó va ocupar la Cisalpina però l'any 203 aC els romans el derrotaren al territori dels ínsubres. Va resultar greument ferit i aviat el van cridar perquè tornés a Cartago, però va morir en el viatge. A Hanníbal també el van fer tornar a Cartago, i a la batalla de Zama l'any 202 aC encara tenia un terç de les seves forces formades per gals i lígurs.
Les forces de Cisalpina van quedar sota comandament d'Amílcar, un oficial de Magó, que amb els seus aliats va conquerir Placentia, que va incendiar, i seguidament va saquejar Cremona. El governador de la regió (Titus Livi diu "de la província") Luci Furi, que era a Ariminum, no tenia prou forces per ajudar a Cremona i va demanar reforços al senat, però sense ells va derrotar els gals i cartaginesos prop de Cremona, batalla on Amílcar va morir. Però la guerra va seguir i el pretor Gneu Bebi Tàmfil va caure en una emboscada al territori dels ínsubres, i es va veure obligat a evacuar el país després de perdre sis mil homes.

### Submissió dels gals a Roma (191 aC)
Sext Eli Pet, un dels cònsols de l'any 198 aC va establir més colons a Placentia i Cremona. El 197 aC els cònsols Gai Corneli Ceteg i Quint Minuci Rufus, van anar a la regió. Corneli Ceteg va atacar als ínsubres mentre Rufus feia la guerra als lígurs als quals va sotmetre (excepte als ilvats) així com als gals, que també va sotmetre, excepte els bois. Llavors Rufus va envair el país dels bois que estaven ajudant als ínsubres, però van retornar per defensar el seu país; els cenomans, que eren aliats dels ínsubres, van pactar amb Corneli Ceteg i a la batalla entre romans i gals els cenomans van atacar traïdorament als seus compatriotes i van contribuir a la seva derrota. Es diu que trenta mil ínsubres hi van morir. Aquesta notícia va desmoralitzar als bois que ja no es van enfrontar als romans, i van veure com el seu país era saquejat i les seves cases cremades.
L'any 196 aC els cònsols Luci Furi Purpuri i Marc Claudi Marcel van completar la submissió d'Itàlia i el segon va derrotar en una nova batalla als ínsubres i va ocupar Comum (Como) i nombroses altres fortaleses. Furi Purpuri va lluitar al país dels bois on va continuar la destrucció i després va creuar el Po i va atacar als laevis i als libuis. Claudi Marcel va celebrar un triomf a Roma.
L'any 195 aC el cònsol, Luci Valeri Flac, (col·lega de Marc Porci Cató) va tornar al país dels bois i va restaurar Placentia i Cremona que havien estat prou destruïdes. Valeri Flac, com a procònsol, va portar la guerra al país dels ínsubres el 193 aC, any en què els bois tornaven a estar en guerra dirigits pel seu cap o rei Boiorix. Van enviar contra ells al cònsol Tiberi Semproni Llong, i es va produir una batalla desesperada sense guanyador clar, però el cònsol es va poder mantenir a Placentia. El 192 aC els revoltats eren els lígurs que van arribar fins a Placentia i el cònsol Quint Minuci Terme va anar contra ells mentre l'altre cònsol, Luci Corneli Mèrula, s'enfrontava als bois prop de Mutina. La resistència dels gals va ser desesperada i obstinada però les baixes continuades van deixar al poble sense recursos humans.
La submissió final la va aconseguir el cònsol Publi Corneli Escipió Nasica l'any 191 aC, que va presumir de què no havia deixat ni un boi viu, només vells i nens. Va robar tots els seus tresors i va detenir la noblesa. Van declarar la meitat de la terra ager publicus. Els supervivents van abandonar el país. L'any 189 aC els romans van crear la colònia llatina de Bononia (Bolonya) i el 183 aC les colònies romanes de Parma i Mutina (Màntua).

### Província romana

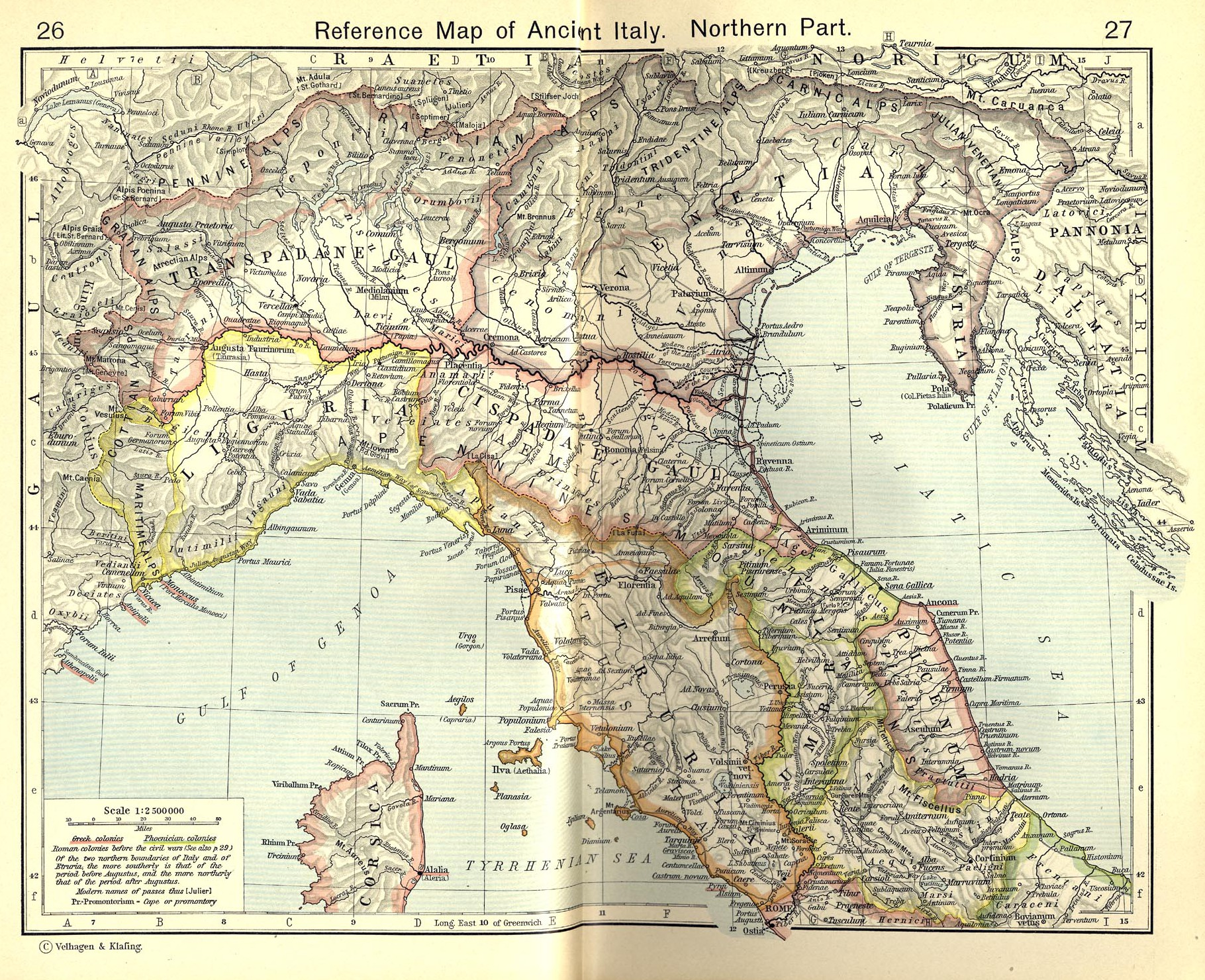
L'antiga Gàl·lia Cisalpina, dividida per August en quatre regions: Regio VIII Aemilia, Regio IX Liguria, Regio X Venetia et Histria i Regio XI Transpadana

Se suposa que la Gàl·lia Cisalpina va ser convertida en província romana l'any 191 aC, però no queda constància d'administració provincial regular, encara que de facto es pot dir que ho era ja abans del 191 aC. En aquesta època es va construir la via Flamínia de Roma a Ariminum, i la via Emília de Placentia a Ariminum (187 aC), a més d'una nova via de Bononia a Arretium. Ligúria va ser des de llavors una província militar separada.
L'any 186 aC uns dotze mil gals transalpins van creuar els Alps cap a Venètia i van construir una ciutat propera al lloc on hi va haver després Aquileia. El cònsol romà Marc Claudi Marcel (183 aC) els va ordenar abandonar el lloc i els gals van apel·lar al senat al·legant haver sortit de les seves terres per la pobresa i haver-se establert en un lloc abandonat sense molestar a ningú, però van ser obligats a retornar amb les seves pertinences; els caps transalpins van considerar la decisió romana prou justa. Els romans van establir una colònia llatina a Aquileia. Un segon intent d'emigració el 179 aC, va tenir el mateix final.
L'any 173 aC el cònsol marc Popil·li Lenat va atacar el poble lígur dels Statielli prop de Carystum i els lígurs van ser venuts com a esclaus i encara que el senat va revocar aquests fets el poble ja no es va poder tornar a reunir. El 109 aC Marc Emili Escaure, que aquell any era censor, va construir la Via Emília Escàuria, de Pisa a Dertona passant per Luna el que significava que els lígurs estaven completament sotmesos.
Com a província romana no es coneix massa de la Cisalpina. L'any 173 aC el cònsol Gai Cassi Longí la va governar i el príncep Cincibil, d'un poble gal dels Alps, es queixava al senat romà de què havia envaït el seu país que era aliat de Roma i s'havia emportat milers d'esclaus, però el cònsol va amagar als presoners i els va vendre de sota mà. L'any 44 aC Dècim Juni Brut Albí en va ser el governador i va atacar als pobles alpins (Inalpini) però quan va ser jutjat pel senat va poder subornar nombrosos senadors i el van absoldre.
La pau només es va trencar el 101 aC amb la incursió dels cimbres que van ser derrotats per Gai Mari i Quint Curci Catul en la batalla de Vercelli.

#### Romanització
Durant la guerra social no hi va participar i per una llei de l'any 89 aC es va concedir als habitants la condició de llatins (ius Latini o Latinitas) a les ciutats al nord del Po (Transpadana). Aquest dret els deixava a mig camí entre les ciutats romanes i les ciutats peregrines, i els magistrats de les ciutats llatines adquirien la ciutadania en acabar el mandat. Des d'aquest moment, com que les colònies i ciutats llatines d'Itàlia ja havien estat suprimides en accedir a la ciutadania romana, el dret llatí deixà de ser un concepte associat als llatins com aliats o sotmesos d'antic dels romans, per convertir-se en un concepte jurídic que designava a ciutadans amb una sèrie de drets, que ni eren llatins de nació ni tenien la condició de llatins per haver-se establert a una colònia llatina.
Tota la Transpadana va ser una regió de dret llatí, excepte Placentia, Cremona, i Bononia, colònies llatines que es van convertir en municipis romans per la Llei Júlia del 90 aC i Mutina i Parma que van seguir sent colònies romanes; la condició d'Eporedia, colònia romana o llatina, no és coneguda. La ciutadania romana els va concedir Juli Cèsar l'any 49 aC després de creuar el Rubicó que en aquell temps almenys era el límit sud de la Cisalpina. L'única diferència de les ciutats amb altres municipis romans era que l'administració de justícia estava en mans del procònsol que l'exercia per si mateix o delegada a prefectes (altres municipis tenien dos vir juri dicundo). Mutina va ser una prefectura on el procònsol no tenia jurisdicció i el praefectus juri dicundo era enviat de Roma.
Del que va passar amb els habitants al sud del Po (Cispadana) no n'hi ha notícies, però el més probable és que rebessin la ciutadania romana l'any 89 aC.
Després de la mort de Cèsar l'any 44 aC, Brut va exercir el govern de la província sota autoritat del senat. Marc Antoni el va assetjar a Mutina l'any 43 aC i a la batalla van morir els consols Aulus Hirci i Gai Vibi Pansa. El 43 aC el darrer procònsol de la Gàl·lia Cisalpina, Brut, va ser capturat i executat per Marc Antoni i ja no va tornar a parlar-se de la província que en endavant va ser una regió de Gàl·lia Togada, a partir del 41 aC, dins d'Itàlia. Probablement això era un acord entre Octavi i Marc Antoni perquè cap d'ells, sota pretext de tenir el govern, pogués tenir tropes al sud dels Alps. La Lex Rubria establia les magistratures de la regió i l'organització dels municipis, i marcava dues limitacions pels jutges i magistrats (quantia fins a 15.000 sestercis, i jurisdicció local) i només establia prefectes per Mutina.

## Pobles i tribus

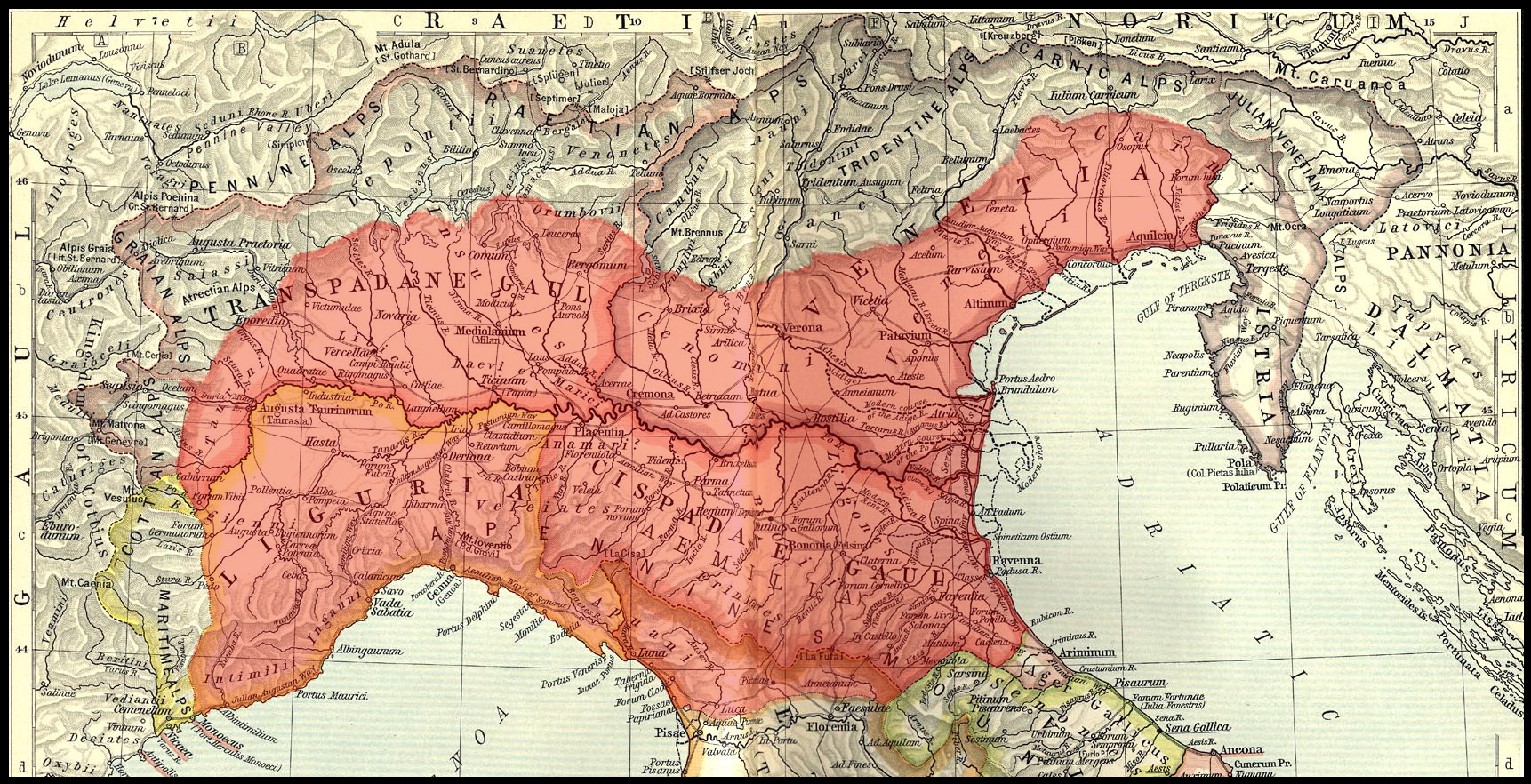
Territoris de la Gàl·lia Cisalpina (en vermell) a finals del s. II aC

Tribus Traspadanes (majoria de tribus alpines o altres)
- Leponcis
- Focunats
- Mesiats
- Isarcs
- Genauns
- Orobis
- Calucons
- Vènnons
- Sarunetes
- Ruguscs
- Camuns
- Eugans
- Tridentins
- Brixants
- Breunes
- Athesis
- Medoacs
- Carns (sovint inclosos a Venètia)

Tribus celtes o gal·les de la Cispadana
- Libiquis
- Salasses
- Ínsubres
- Ictimuls
- Cenòmans
- Anans
- Bois
- Anamars (potser els mateixos que els anans)
- Língons
- Sènons

## Poblacions principals

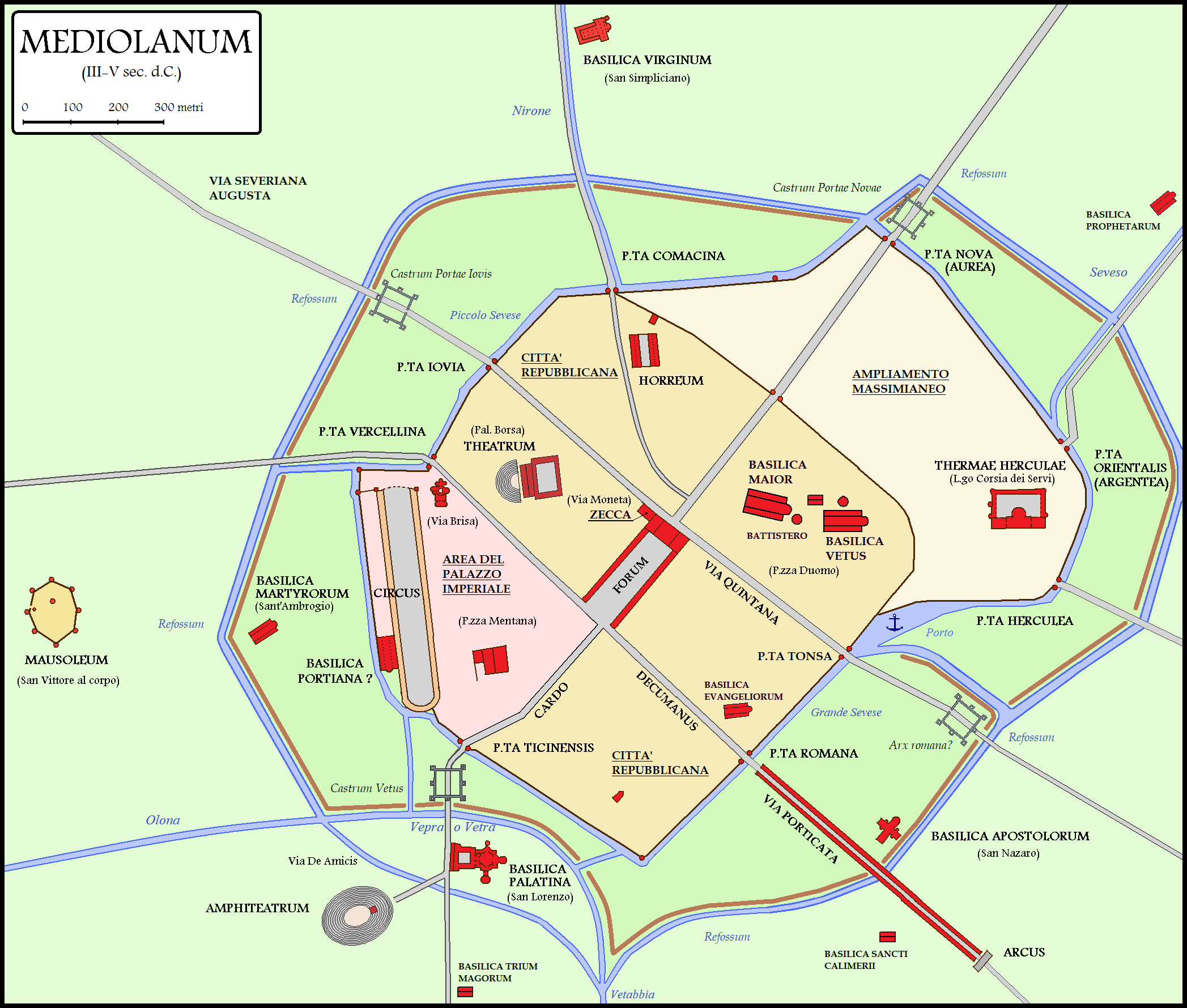
Mapa del Mediolanum romà

Els centres de població més grans de la Gàl·lia Cisalpina eren:
- Acelum (Asolo). El topònim Acelum l'esmenta per primera vegada Plini el Vell (Naturalis Historia) al segle i, que inclou la ciutat entre els oppida Venetorum, les viles fortificades dels vènets. Un segle més tard, s'anomena Ἄκεδον ('Akedon') a la Geographia de Claudi Ptolemeu.
- Altinum (Altino), va seguir al segle ii aC el destí de tota la Venetia i es va sotmetre pacíficament a Roma. El procés de romanització va començar el 131 aC amb la construcció de la Via Annia.
- Aquileia (Aquileia), fundada el 181 aC prop del riu Natiso com a colònia de dret llatí, amb la finalitat de barrar el pas a les poblacions veïnes de carns i istris, que amenaçaven les fronteres orientals d'Itàlia.
- Bergomum (Bèrgam), juntament amb tots els habitants dels territoris transpadans, va adquirir la ciutadania romana l'any 49 aC, després d'un edicte de Juli Cèsar.
- Brixellum (Brescello), fundada a la confluència del riu Enza amb el Po pels gals cenòmans.
- Brixia (Brescia), va néixer com a ciutat romana el 196 aC, tot i que no estava sotmesa a una ocupació real, sinó a una mena d'aliança.
- Cremona (Cremona), fortificada pels romans l'any 218 aC com a castrum, juntament amb la ciutat de Placentia, a la ribera del Po.
- Dertona (Tortona), es va convertir en colònia romana al voltant del 120 aC, i va ser un pròsper centre agrícola i comercial.
- Forum Julii (Cividale del Friuli), està relacionada amb el nom de Juli Cèsar, com ho demostra el fet que el nom de Friuli ve de Forum Iulii, "el fòrum d'en Juli".
- Forum Livii (Forlì), romanitzada i refundada com a ciutat romana al voltant del 200 aC, deu el seu nom, segons la tradició, a Marc Livi Salinàtor (o potser al seu fill, Gai Livi Salinàtor). La ciutat està situada al llarg de la frontera amb els gals bois i sènons.
- Hatria (Adria, Iulia Concordia, Concordia Sagittaria), fundada el 42 aC a la intersecció de la Via Annia amb la Via Postúmia.
- Mantua (Màntua), conquerida pels romans després de la dominació dels gals cenòmans, el 214 aC.
- Mediolanum (Milà), després de ser la ciutat més important dels gals ínsubres, va ser conquerida el 222 aC pels cònsols romans Gneu Corneli Escipió Calvus i Marc Claudi Marcel.
- Mutina (Mòdena), ja al voltant de 200 aC era una important colònia romana envoltada de murs, on les legions romanes van trobar refugi durant un alçament dels gals.
- Opitergium (Oderzo), de fundació pàleo-vèneta, va passar gradualment sota control romà i va ser municipium després de la Guerra Civil (de l'any 49 aC al 45 aC), a instàncies de Juli Cèsar.
- Patavium (Pàdua), va ser una de les ciutats més riques de l'imperi gràcies, especialment, a la cria de cavalls. Era també l'única ciutat d'Itàlia que tenia un circ com Roma.
- Placentia (Piacenza), fundada pels romans a la ribera del Po el 218 aC, probablement sobre un antic assentament celta, a la frontera entre els territoris dels ínsubres i bois un cop van ser derrotats pels romans.
- Ravenna (Ravenna), envoltada d'aigua i accessible només per mar.
- Tarvisium (Treviso, Ticinum, Pavia), va prendre importància a partir del 187 aC, quan es va comunicar per una branca de la Via Emília.
- Tridentum (Trento), construït com a campament militar romà, va ser un municipi entre l'any 50 aC i el 40 aC
- Vercellae (Vercelli), sotmesa a Roma a les primeres dècades del segle ii aC. Es va convertir en la primera ciutat de l'actual Piemont.[1]